# Andreaea turgescens
Andreaea turgescens là một loài rêu trong họ Andreaeaceae. Loài này được Schimp. ex Müll. Hal. mô tả khoa học đầu tiên năm 1851.